# Преторианска префектура на Изтока
Преторианската префектура на Изтока (на латински: praefectura praetorio Orientis, на гръцки: ἐπαρχότης/ὑπαρχία τῶν πραιτωρίων τῆς ἀνατολῆς) е една от четирите основни административно-териториални единици-префектурата на късната Римската империя. Тя включва по-голямата част от Източната Римска империя и има за седалище Константинопол, а преторианският ѝ префект нерядко е вторият най-могъщ човек в Империята.

## Структура
Префектурата е създадена след смъртта на Константин Велики през 337 година, когато империята е разделена между неговите синове и Констанций II получава властта на Изток. Тя обхваща първоначално четири, а по-късно пет административни диоцеза, всеки на свой ред, състоящ се от няколко провинции.

## Списък на известните преториански префекти
Флавий Аблабий (329-337/338)

  Септимий Ациндин (338–340)

  Флавий Филип (344–351)

  Tаласий (? – 354)

  Домициан (354)

  Стратегий Музониан (354–358)

  Флавий Ермоген (358-360)

  Елпидий (360)

  Флавий Лупицин (361)

  Сатурнин Секунд Салуций (361)

  Домиций Модест (369–377)

  Квинт Олибрий (379)

  Флавий Неотерий (380-381)

  Матерн Кинегий (384–388)

  Флавий Тациан (388–392)

  Флавий Руфин (10 септември 392 – 27 ноември 395)

  Флавий Цезарий (30 ноември 395 – 13 юли 397)

  Флавий Евтихиан (4 септември 397– 25 юли 399)

  Флавий Аврелиан (17 август 399 – 2 октомври 399)

  Флавий Евтихиан (11 декември 399 – 12 юли 400)

  Флавий Цезарий (400–403)

  Флавий Евтихиан (404–405)

  Флавий Антемий (405–414)

  Флавий Монаксий (10 май – 30 ноември 414)

  Флавий Аврелиан (2nd time, 414–416)

  Флавий Монаксий (26 август 416 – 27 май 420)

  Флавий Евстаций (420–422)

  Асклепиодот (423–425)

  Еций (425)

  Хиерий (425–428)

  Флавий Флоренций (428–430)

  Флавий Антиох (430–431)

  Руфин (431–432)

  Хиерий (432)

  Флавий Тавър (433–434)

  Антемий Изидор (435–436)

  Дарий (436–437)

  Флавий Флоренций (438–439)

  Флавий Кирус (439–441)

  Тома (442)

  Аполоний (442–443)

  Зоил (444)

  Хермократ (444)

  Флавий Тавър (445)

  Флавий Константин (447)

  Антиох (448)

  Флоренций Роман Протоген (448–449)

  Ормизд (449–450)

  Паладий (450–455)

  Флавий Константин (456-459)

  Флавий Вивиан (459–460)

  Илустрий Пусей (465)

  Амасий (469)

  Матрониан (491)

  Хиерий (494–496)

  Евфемий (496)

  Поликарп (498)

  Константин (502)

  Апион (503)

  Леонций (503–504)

  Константин (505)

  Евстатий (505–506)

  Зотик (511–512)

  Марин (512–515)

  Сергий (517)

  Марин (519)

  Демостен (520–524)

  Архелай (524–527)

  Василид (527)

  Атарвий (528)

  Юлиян (530–531)

  Йоан Кападокийски (531–532)

  Фока (533)

  Йоан Кападокийски (533–541)

  Флавий Комит Теодор Бас (541)

  Петър Варсимий (543–546)

  Флавий Комит Теодор Бас (548)

  Адей (551)

  Хефест (551–552)

  Ареобинд (553)

  Петър Варсимий (555–562)

  Диомед (572)

  Георгий (598)